# Colle del Télégraphe
Il Colle del Télégraphe, in francese Col du Télégraphe, è un valico alpino francese situato a 1.566 m nel massiccio des Cerces (Alpi Cozie).

## Geografia

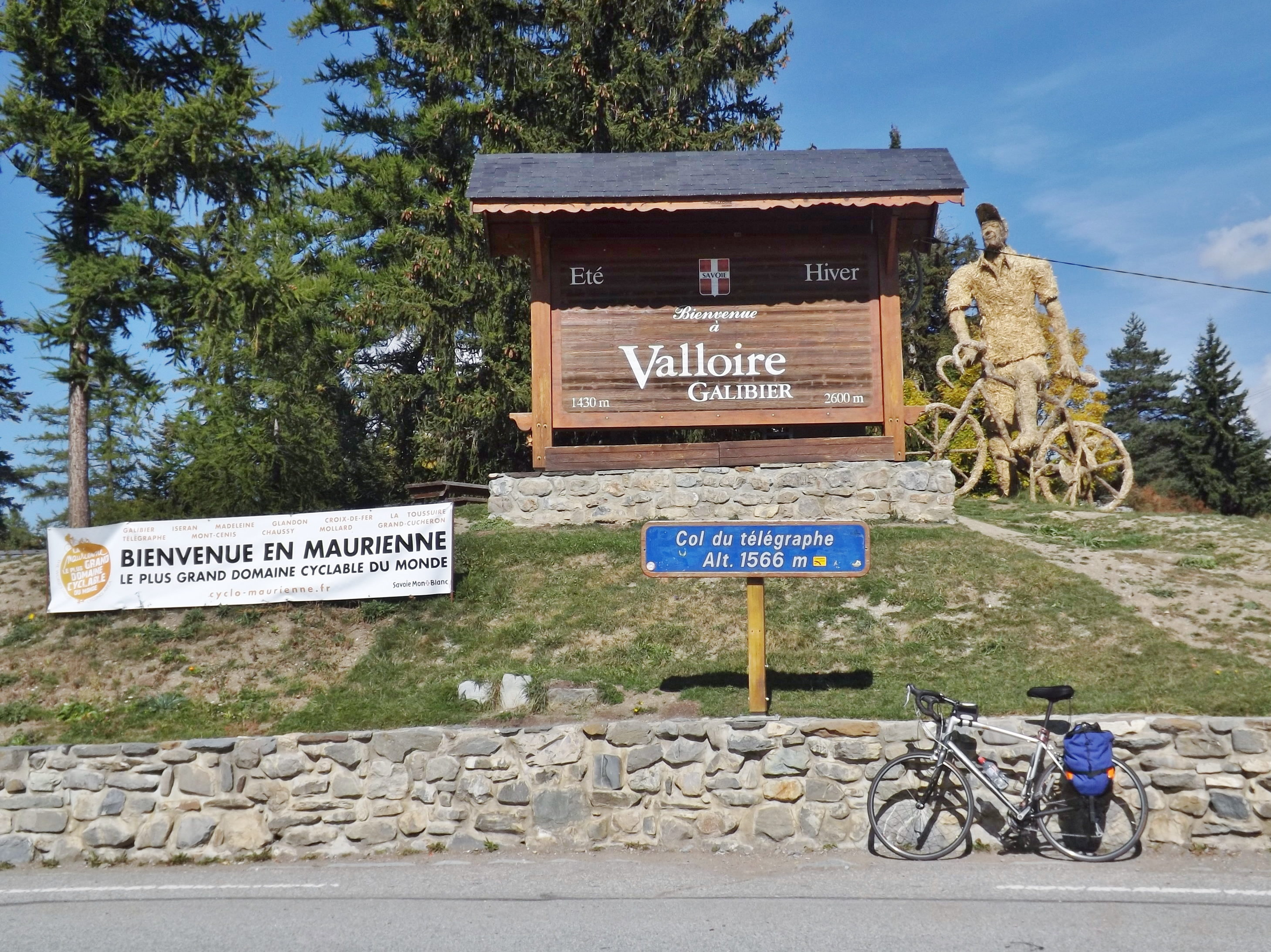
Il punto di valico

Il passo collega la città di Saint-Michel-de-Maurienne con Valloire, nota stazione sciistica francese. Sulla strada che conduce al colle c'è il Forte del Télégraphe situato in una posizione strategica sulla valle della Maurienne. Il colle è attraversato dalla Route des Grandes Alpes.

## Ciclismo
Il passo è stato più volte percorso dal Tour De France perché si trova a 22 km dal Colle del Galibier (2645 m) che spesso è stato il punto più alto della corsa in giallo; fu percorso dal Tour per la prima volta nel 1911.